# Красеновка
Красе́новка (укр. Красе́нівка) — село в Черкасской области Украины. Первое упоминание относится к 1767 году. Местные жители в большинстве заняты сельским хозяйством.

## Население
По данным переписи 2001 года в селе жило 1055 человек.

### Языковой состав
Родной язык населения по данным переписи 2001 года:
| Язык       | Численность, чел. | Доля     |
| ---------- | ----------------- | -------- |
| Украинский | 1 041             | 98,67 %  |
| Русский    | 11                | 1,04 %   |
| Другое     | 3                 | 0,29 %   |
| Итого      | 1 055             | 100,00 % |

## Известные жители
Иван Поддубный (1871—1949) — украинский и советский профессиональный борец, атлет и артист цирка.